# Szoláris építészet

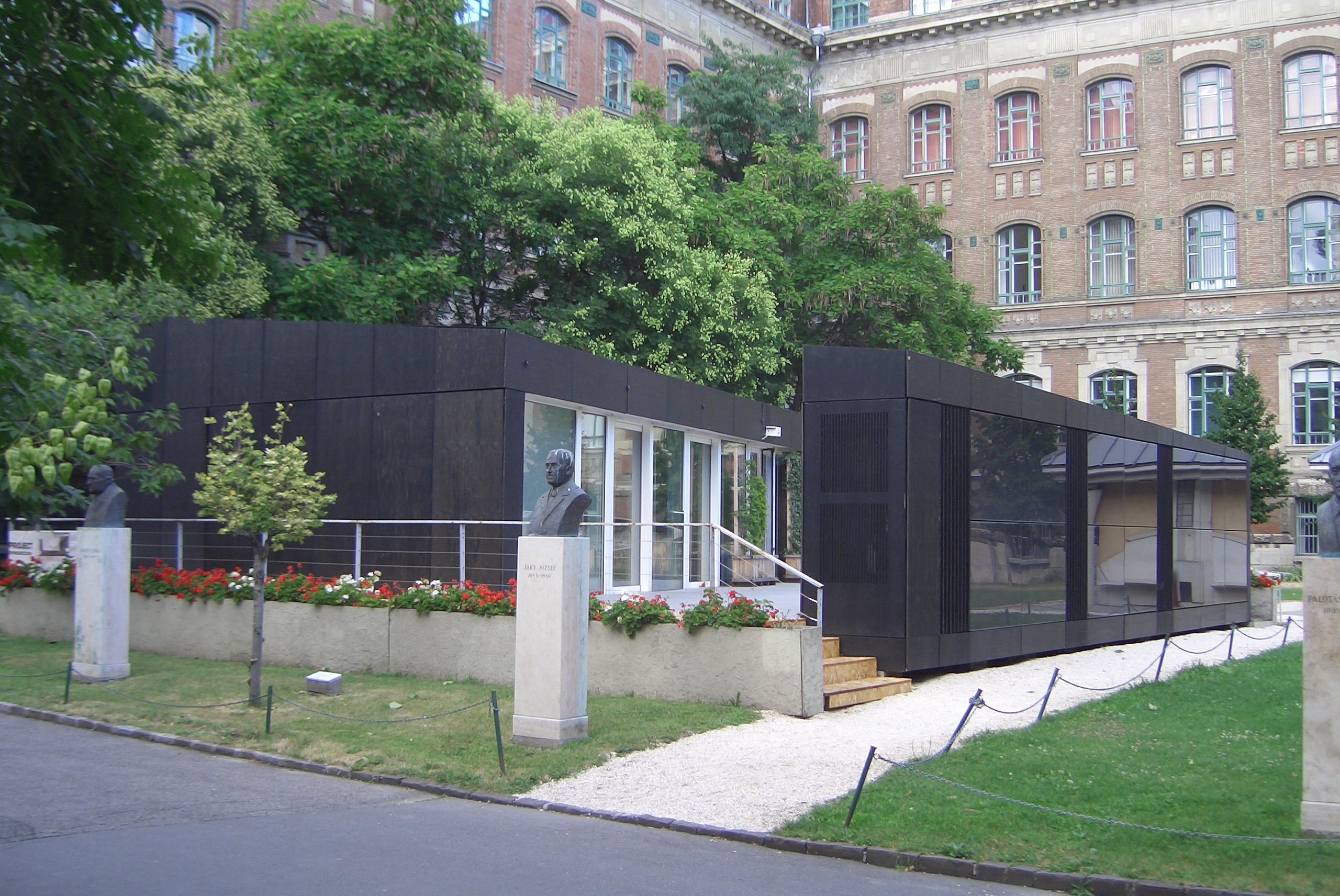
Az Odoo Project elnevezésű passzívház, a Solar Decathlon Europe nemzetközi pályázaton díjazott magyar pályamű (2015 óta a Budapesti Műszaki Egyetem területén felállítva)

A szoláris építészet alapelvei passzívház tervezésekor használhatók. A tervezés során két alapvető feladat a napfény áteresztése és a hő megőrzése. A passzív napenergia hasznosítás lényege, hogy az üzemeltetés során nincs szükség külső, nem újratermelhető forrásokra, hanem a napenergia közvetlen felhasználható. Minél több napenergiát hasznosít egy épület, annál kevesebb fosszilis energiát kell felhasználni fűtési célra. A téli napenergia fűtési célú használata előnyös és az épület belső hőmérsékletét emeli. Ugyanakkor a helytelenül megtervezett ablakfelület, hőtároló méretek és az árnyékolás hiánya a nyári túlmelegedéshez, így a komfortérzet csökkenéséhez vezethetnek. Meg kell tehát találni azt az állapotot, amely minimalizálja a téli fűtési- és a nyári hűtési igényt.

## Benapozás, tájolás, árnyékolás
A Föld felszínén mérhető sugárzás ideális esetben körülbelül 1 kW/m². Magyarországon a napsugárzás évi összenergiája átlagosan 1170-1330 kWh/(m²×év), melynek nagy része nyáron érkezik, legfeljebb 1/3-a esik a fűtésszezonra. Egy függőleges felületre merőlegesen beeső napfény energiatartalmát 100%-nak tekintve, az ettől az iránytól 25°-kal valamelyik égtáj felé eltérve még 90,6%, míg 75°-kal csupán 25,8% a beérkező energiatartalom. Nyáron főként az épület keleti és nyugati oldala, valamint a tető kapja a legtöbb direkt szoláris besugárzást. Télen a déli oldal közel háromszor akkora direkt besugárzást kap, mint bármely másik égtáj felé néző oldal. Ezért érdemes az épület északi oldalára olyan lakótereket tervezni, melyekben az ember kevesebbet tartózkodik, ezáltal kisebb a hőigény, míg a déli oldalra olyanokat, melyekben a legtöbb időt tölti el, ahol a szoláris nyereség által a hőtermelés maximális. A passzív szoláris lakóház tájolása és pozicionálása az építési telken éppen ezért fontos kritérium. Ahhoz, hogy ellenőrizni lehessen, hogy egy adott földrajzi szélességi kör mentén adott pontba mikor és pontosan honnan érkezik a napsütés, a nappályadiagramok nyújtanak segítséget. Az adott szélességi körhöz tartozó diagramokról leolvasható az elméleti benapozás időtartama (az év tetszőleges napjára), sőt meghatározható az árnyékolás mértéke is. Hazánkban a napenergia 90%-a 9 és 15 óra között éri az adott területet téli időszakban. Bármely környezeti elem, amely ezalatt az idő alatt blokkolja a napsugárzást, jelentősen limitálja a napenergia fűtési célú használatát. Az üvegházszerűen kiépített napterek kialakítása kedvez a napenergia passzív összegyűjtésében. A megfelelő benapozás érdekében az épületnek az építési telek északi részén történő déli tájolású elhelyezése kedvez.

## Előtető
A nyári túlmelegedés elkerülése érdekében olyan árnyékoló előtetőt kell alkalmazni, melyek H magasságú emelet esetén 0,8×H szélesen kinyúlnak a homlokzati síkból. Így biztosítható, hogy a magas nyári napállásnál ne legyen, míg alacsony téli napállásnál legyen közvetlen besugárzás az ablakokon keresztül. Az ablakot árnyékoló kinyúló előtető rész az ablakmagasság körülbelül fele kell, hogy legyen. (A mozgatható előtetők alkalmazása a fixen telepített helyett a tavaszi napfordulókor még hűvös illetve az őszi napfordulókor még meleg külső hőmérséklet hatását is kiküszöbölhetik.)

## Ideális ablakfelület
Hazánk klímaviszonyai közt 0,19-0,29 m² déli oldali ablakfelület kell minden egyes négyzetméter lakótérre ahhoz, hogy az elérhető optimális belső hőmérséklet 18 és 21 °C közt legyen. A szoba észak-déli hosszanti mérete ne haladja meg az ablak felső részének a padlótól mért magasságának 2,5-szeresét. Így biztosított, hogy a direkt napsugárzás az egész szobát áthatja. Az észak felé néző ablakokat a lehető legkisebbre kell méretezni.

## Hőtárolás szerepe
Télen a teljes hőveszteség 65%-a éjjel, míg 35%-a nappal következik be. Tehát a napközben bejutó energia 65%-át tárolni kell éjszakára. A hőtárolás fontos szerepe abban rejlik, hogy a nagy felületű ablakokon bejutó napsugárzás energiája az úgynevezett tömegfalalakat (vagy akár vízfalakat) nappal felmelegíti, éjjel pedig a falak (a napenergia gyűjtésére és tárolására ismertek az energiagyűjtő falak, mint például az áttetsző szigetelések vagy a Trombé fal) átadják a felvett hőenergiát a belső térnek. Ezáltal kiegyenlítettebb belső léghőmérsékletet lehet elérni, így nem következik be a nyári túlmelegedés, vagyis klímaberendezést sem kell alkalmazni az optimális hőmérséklet szinten tartásához. A kísérletek alapján elegendő minden négyzetméter lakóterületre 0,43-0,78 m²-nyi felületű 10 cm vastagságú tömegfal, a napenergia tárolásához és a hőmérséklet ingadozás kiküszöböléséhez. A borús napokra gondolva a hőtároló falakat 10-20%-kal felülméretezik.

## Könyvek
- Mazria, E.: Passive solar energy book: A complete guide to passive solar home, greenhouse and building design. Emmaus PA (USA): Rodale Press, 1979. 14, 84, 102, 122, 134, 226, 250, 253. o.
- Hosszú T.:  Passzív napelemes alapismeretek (Fordítás: Levy, M. et. al.  The passive solar construction handbook: Passive solar fundamentals 1983). Budapest, Közművelődési Információs Intézet, 1987. 1, 2, 5. o.
- Dr. Barótfi István: Energiafelhasználói kézikönyv. Budapest: Környezet-Technikai Szolgáltató Kft., 1993. 722, 933-936. o.
- Ferenczi Ödön: Áramtermelés nap- és szélenergiából saját "mini" erőművekkel. Budapest, Cser kiadó, 2007.  11, 13, 20-21. o.

## Kapcsolódó információk
- Szoláris passzívház építészet(wd)
- Odoo Project: a Solar Decathlon Europe nemzetközi energetikai pályázat magyar pályaműve (szoláris passzívház). odooproject.hu, 2010 [2016. március 6-i dátummal az eredetiből archiválva]. (Hozzáférés: 2017. július 30.)